# Втора конна дивизия
Втора конна дивизия е българска кавалерийска военна част, действала по време на Първата (1915 – 1918) и Втората световна война (1941 – 1945).

## История
Втора конна дивизия е формирана на 5 май 1916 година и в съставът и влизат 2-ра и 3-та конна бригада. Взема участие в Първата световна война (1915 – 1918) и е разформирана на 30 юли 1919 година.
През месец март 1936 година дивизията отново е формирана и преименувана на Втора конна бърза дивизия. През 1941 и 1943 – 1944 е мобилизирана и влиза в състава на Прикриващия фронт. Участва в първата фаза на войната срещу Германия.

## Наименования
През годините дивизията носи различни имена според претърпените реорганизации:
- Втора конна дивизия (1916 – 1919)
- Втора конна бърза дивизия (1936 – 1944)

## Началници
Званията са към датата на заемане на длъжността.
| №  | звание        | име                 | дати                                                      |
| -- | ------------- | ------------------- | --------------------------------------------------------- |
| 1. | Полковник     | Иван Стойков        | 6 май 1916 – 11 август 1916                               |
| 2. | Полковник     | Иван Табаков        | 1916 – след септември 1918                                |
| 3. | Полковник     | Сава Вуйчев         | от 1 юли 1919                                             |
| 4. | Полковник     | Иван Марков         | 1936 – 1936                                               |
| 5. | Полковник     | Александър Несторов | 1936 – 1937                                               |
|    | Полковник     | Матей Златоустов    | от 1938/1939                                              |
|    | Полковник     | Георги Генев        | 1939 – 1941                                               |
|    | Полковник     | Иван Константинов   | 1941 – 1944? (временно)                                   |
|    | Полковник     | Михаил Минчов       | 1944 – 1 ноември 1944                                     |
|    | Генерал-майор | Марко Атанасов      | от 1 ноември 1944                                         |
|    | Полковник     | Петър Добрев        | 1945                                                      |
|    | Полковник     | Димитър Желязков    | 1944 – 1946 (до 1945 г. е временен, след което титулярен) |